# Wallenius Lines

Logo der Reederei

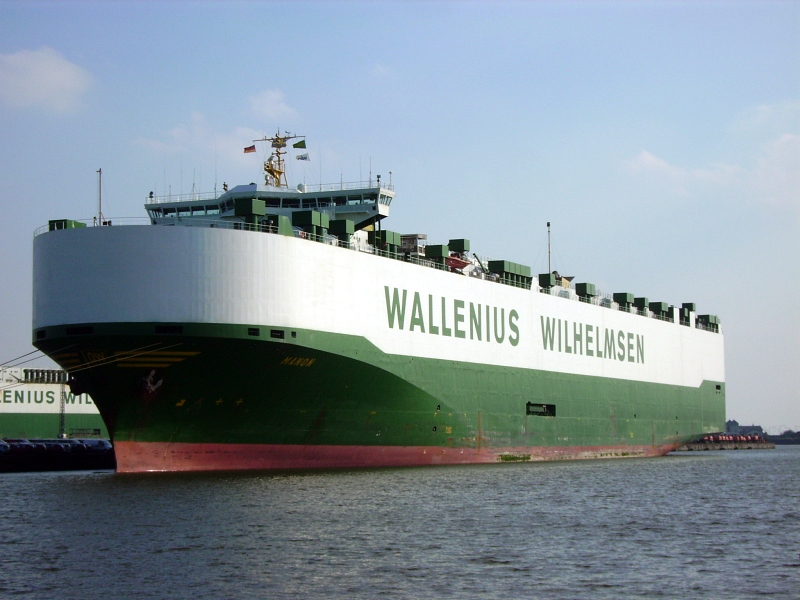
Die Manon von Wallenius Wilhelmsen

Wallenius Lines ist eine schwedische Reederei mit Sitz in Stockholm, die zur Soya-Gruppe (Rederi AB Soya) gehört. Das Unternehmen gilt als Pionier des Autotransports über See und betrieb (Stand: Januar 2011) eine Flotte von 34 Schiffen für den weltweiten Transport von Kraftfahrzeugen und rollfähiger Ladung. Die betriebenen Schiffe waren gechartert und gehörten überwiegend Unternehmen, an denen Wallenius Anteile hielt.
Gegründet wurde die Reederei 1934 von Olof Wallenius. Als dieser 1970 starb, wurde sein Stiefsohn John Kleberg Präsident des Unternehmens. Ab dem 1. Oktober 2005 hatte Lone Fønss Schrøder diese Stellung inne.
1997 gründeten Wallenius Lines und die norwegische Wilh. Wilhelmsen Holding das Unternehmen Wallenius Wilhelmsen. Wallenius Lines brachte ihre Schiffe in das Unternehmen ein, die seither von Wallenius Wilhelmsen betrieben werden. Bereedert werden sie Schiffe von Wallenius Marine, ein Tochterunternehmen von Wallenius Lines.
Die Reederei betreibt unter anderem die Undine, mit der im Rahmen eines Projektes des METHAPU-Konsortiums zur Untersuchung einer nachhaltigen Schifffahrt Betriebserfahrungen bei dem Einsatz von mit Methanol betriebenen Festoxid-Brennstoffzellen gesammelt werden sollte.
Wallenius Marine projektiert Oceanbird, ein 200 m langes Versuchsschiff für den Frachttransport über den Atlantik mit Antrieb durch 5 starre Festsegel mit 80 m Höhe, die sich für die Durchfahrt unter Brücken durch Teleskopieren einziehen lassen.